# Grâces

Grâce-Uzel este o comună în departamentul  Côtes-d'Armor, Franța. În 1 ianuarie 2022 avea o populație de 2.588 de locuitori.